# Ambonostola
Ambonostola là một chi bướm đêm thuộc họ Cosmopterigidae.